# Клитий (сын Еврита)
Клитий (др.-греч. Κλυτίος) — персонаж древнегреческой мифологии. Сын царя Эхалии Еврита и Антиохи из рода Навбола (либо Еврита и Антиопы).
Аргонавт, согласно Гигину, убит Ээтом. По другой версии, убит Гераклом при взятии Эхалии.